# HSK Michel
HSK Michel (HSK9, „Schiff 28”) – niemiecki krążownik pomocniczy (rajder) Kriegsmarine okresu II wojny światowej. Royal Navy nadała mu oznaczenie Raider H.
Budowany w Gdańsku dla linii Gdynia-Ameryka Linie Żeglugowe SA jako „Bielsko” został po wybuchu wojny skonfiskowany przez Kriegsmarine. Początkowo przebudowany na statek szpitalny „Bonn”, w 1941 został uzbrojony w działa przeniesione z krążownika pomocniczego „Widder”. Podczas pierwszej próby wyjścia na Atlantyk wszedł na mieliznę w pobliżu Ostendy. Podczas przechodzenia kanału La Manche był bezskutecznie atakowany przez brytyjskie kutry torpedowe.

## Działania rajderskie
„Michel” odbył dwie misje rajderskie. Pierwsza trwała od marca 1942 do marca 1943. W tym czasie działał w rejonie południowym Oceanu Atlantyckiego i na Oceanie Indyjskim, zatapiając 15 statków o łącznym tonażu 99 000 BRT. W czasie tej misji 1 maja 1942 zaatakował brytyjski frachtowiec „Menelaus”, któremu jako jedynemu spośród zaatakowanych statków udało się uciec i zaalarmować Royal Navy, jednak poszukiwania rajdera zakończyły się niepowodzeniem. Po zakończonej misji przypłynął do Japonii.
W drugą misję wyszedł 21 maja 1943 z Jokohamy. Misja trwała 5 miesięcy, w czasie których „Michel” krążył po Pacyfiku u wybrzeży Australii i Ameryki Południowej, zatapiając 3 statki o łącznym tonażu ok. 27 000 BRT. 17 października 1943 został storpedowany przez amerykański okręt podwodny USS „Tarpon” w odległości 50 mil od wybrzeży Japonii. „Michel” zatonął wraz z 290 członkami załogi, w tym z dowódcą – kmdrem rez. G. Gumprichem. 116 członków załogi dotarło po kilku dniach do brzegu.

## Zatopienia
Pierwsza wyprawa:
- 1942-04-19 „Patella” 7 468 BRT
- 1942-04-22 „Connecticut” 8 684 BRT
- 1942-05-20 „Kattegat” 4 245 BRT
- 1942-06-07 „George Clymer” 7 176 BRT
- 1942-06-11 „Lylepark” 5 186 BRT
- 1942-07-15 „Gloucester Castle” 8 006 BRT
- 1942-07-16 „William F Humphrey” 7 893 BRT
- 1942-07-17 „Aramis” 7 984 BRT
- 1942-08-14 „Arabistan” 5 874 BRT
- 1942-09-10 MS „American Leader” 6 778 BRT
- 1942-09-11 „Empire Dawn” 7 241 BRT
- 1942-11-02 „Reynolds” 5 113 BRT
- 1942-11-29 „Sawokla” 5 882 BRT
- 1942-12-08 „Eugenie Livanos” 4 816 BRT
- 1943-01-02 „Empire March” 7 040 BRT

Druga wyprawa:
- 1943-06-15 „Høegh Silverdawn” 7 715 BRT
- 1943-06-17 „Ferncastle” 9 940 BRT
- 1943-09-11 „India” 9 977 BRT